# Rattelsdorf
Rattelsdorf è un comune tedesco di 4 544 abitanti, situato nel land della Baviera.